# Valderrueda (ort)
Valderrueda är en ort i Spanien.   Den ligger i provinsen León och regionen Kastilien och León, i den norra delen av landet, 280 km norr om huvudstaden Madrid. Valderrueda ligger 1 034 meter över havet.